# Aina Bestard
Aina Bestard, née à Majorque en 1981, est une artiste, illustratrice, designer et autrice espagnole de livres pour enfants. Ses livres sont publiés dans différents pays et reçoivent de prestigieux prix internationaux.

## Biographie

### Enfance
Elle est née sur l'île de Majorque, située dans la mer Méditerranée. La famille a ensuite déménagé à Barcelone. Enfant, son grand-père, artiste, lui apprend à dessiner. Dès son plus jeune âge, elle reproduit avec précision le monde en dessins.

### Études
Ses proches la soutiennent dans son désir de travailler dans la sphère créative. Elle a donc décidé d'étudier le design à l'ESDi et obtient un master spécialisé d'Illustration Créative à OUTIL. Elle est diplômée à Barcelone.

### Travail de designer
Elle a travaillé dans le département mode d' ESD , a conçu des dessins pour Miró Jeans et de la lingerie pour Woman's Secret.

### Production artistique
Après son retour à Majorque, Aina a commencé à illustrer des livres. La série à succès de livres de visionnage pour enfants What's Hidden a été traduite en 13 langues et a un tirage total de plus de 250 000 exemplaires. La spécificité des illustrations est que regarder à travers des lunettes spéciales permet de voir de nouveaux détails dans les images. L'artiste a créé une illusion d'optique avec trois couleurs et des lignes densément entrelacées.
« Les illustrations de contour du livre sont imprimées en trois couleurs — jaune, bleu et rouge. Des lignes multicolores s'entrelacent, formant de véritables motifs dans lesquels vous reconnaissez les contours généraux de la forêt mystérieuse. Mais si vous les regardez à travers des "lunettes magiques" — des filtres en plastique colorés — vous verrez certainement ce qui a disparu de vos yeux. Sur chaque page, vous pouvez lire des conseils à travers quel filtre de couleur pour explorer les vrais secrets de la vie en forêt ».
Son premier livre est La forêt enchantée. Plusieurs titres suivent, dans une collection d'albums dans lesquels crée des détails cachés que seulement se peuvent voir avec des loupes de différentes couleurs. Son avant dernier album illustré, Naissances bestials (Zahorí de Ideas, 2018), permet découvrir le procès de gestation et naissance de différents animaux.

### Vie personnelle
Aina Bestard vit et travaille à Majorque.

## Distinctions
En 2021, elle reçoit le Prix Sorcières « Carrément Sorcière non fiction » pour La fabuleuse histoire de la terre.

## Publications
Elle a publié plusieurs ouvrages,, dont

### Traduits en français
- La Forêt enchantée, Seuil jeunesse, DL 2015
- La Mer enchantée, Seuil jeunesse, DL 2016
- Le Corps enchanté, Seuil jeunesse, DL 2017
- Merveilleuses Naissances (2019) de Pablo Acosta et autre(s) avec Aina Bestard comme Illustrateur
- La Fabuleuse histoire de la terre  [scénario et textes, Musée des sciences naturelles de Barcelone] ; [rédaction, Marta de la Serna] ; [illustrations] Aina Bestard ; traduction, Philippe Godard], Saltimbanque, 2020